# Aeroportul Gewayantana
Aeroportul Gewayantana (IATA: LKA, ICAO: WATL) este un aeroport din Larantuka⁠(d), Flores Timur⁠(d), Nusa Tenggara Timur⁠(d), Indonezia.
Situat la o altitudine de 9 m, aeroportul dispune de o singură pistă.